# Stade Centrafricaine Tocages
Lo Stade Centrafricaine Tocages è una società calcistica della Repubblica Centrafricana con sede a Bangui.
Gioca le gare casalinghe allo stadio "Barthelemy Boganda" e milita nella massima serie calcistica centrafricana.

## Rosa
| N. |                               | Ruolo | Calciatore       |
| -- | ----------------------------- | ----- | ---------------- |
| 1  | Rep. Centrafricana (bandiera) | P     | Prince Samola    |
| 2  | Rep. Centrafricana (bandiera) | D     | Kevin Bedot      |
| 5  | Rep. Centrafricana (bandiera) | C     | Mamadi Saoudi    |
| 7  | Rep. Centrafricana (bandiera) | A     | Brice Mohi       |
| 8  | Rep. Centrafricana (bandiera) | A     | Delphin Gbazinon |

## Palmarès

### Competizioni nazionali
- Campionato centrafricano: 5

1977, 1985, 1989, 2008, 2018
- Central African Republic Coupe Nationale : 2

1984, 2001

### Altri piazzamenti
- Campionato centrafricano:

Secondo posto: 2010

## Performance in CAF competitions
- CAF Champions League: 3 partecipazioni

African Cup of Champions Clubs 1986 - Secondo turno
African Cup of Champions Clubs 1990 - Primo turno
CAF Champions League 2009 - turno preliminare